# Jerzy August Mniszech
Jerzy August Wandalin Mniszech herbu Mniszech z Wielkich Kończyc (1715 – 15 października 1778) – marszałek nadworny koronny w 1742 i 1757–1778, kasztelan krakowski od 1773, starosta generalny Wielkopolski od 1757, łowczy wielki koronny od 1732, podkomorzy wielki litewski od 1736, starosta sanocki, białocerkiewski, grudziądzki, lubaczowski, krzyczewski, starosta ujsko-pilski, przeciwnik Czartoryskich, 1758–63 przywódca stronnictwa dworskiego.

## Życiorys
Ojcem jego był Józef Wandalin Mniszech (1670–1747) – marszałek wielki koronny od 1713, marszałek nadworny litewski od 1706, kasztelan krakowski od 1742, generał artylerii litewskiej w latach 1701–1706, starosta sanocki, jaworowski, gołąbski, rohatyński.
Matką natomiast była Konstancja Tarło h. Topór (zm. 1740 r.), córka Stanisława Tarły – kasztelana zawichojskiego i wojewody lubelskiego.
Jako poseł na sejm konwokacyjny 1733 roku z ziemi sanockiej był członkiem konfederacji generalnej zawiązanej 27 kwietnia 1733 roku na tym sejmie. W czasie elekcji w 1733 roku został sędzią generalnego sądu kapturowego Elektor  Stanisława Leszczyńskiego w 1733 roku. Był konsyliarzem konfederacji dzikowskiej 1734 roku.
Poseł ziemi warszawskiej na sejm nadzwyczajny pacyfikacyjny 1736 roku.
Twórca Kamaryli Mniszcha. Był posłem ziemi łomżyńskiej na sejm 1740 roku. Jako wdowiec w 1750 poślubił córkę pierwszego ministra Augusta III Henryka Brühla – Marię Amalię. Zyskał dzięki temu nieformalną pozycję przywódcy partii dworskiej, a także zmonopolizował w swym ręku pośrednictwo w rozdawnictwie urzędów i starostw. Intensywnie zabiegał o przychylność Rosji wobec swych działań. 
Był kawalerem Orderu Orła Białego od 1735, a także rosyjskich orderów św. Andrzeja i św. Aleksandra.
Budowniczy kościoła we swoich włościach w Besku w 1755 r.
Za panowania Augusta III Sasa był przywódcą frakcji brühlowskiej stronnictwa starorepublikańskiego. Na dworze Augusta III zwalczał wpływy Czartoryskich. Przeciwnik Stanisława Augusta Poniatowskiego, 7 maja 1764 roku podpisał manifest, uznający odbywający się w obecności wojsk rosyjskich sejm konwokacyjny za nielegalny. W 1767 był jednym z twórców konfederacji radomskiej i jej marszałkiem, w 1768 był jednym z inicjatorów zawiązania konfederacji barskiej. W jego dworze w Dukli częstymi gośćmi byli przywódcy Konfederacji barskiej w 1768–1772, m.in. Kazimierz Pułaski. Jerzy August Wandalin Mniszech, wraz z żoną Marią Amalią z Brühlów przebudował funkcjonującą w Dukli wcześniej budowlę bastionową, w okazały pałac z dwiema oficynami oraz ogrodem. Po zajęciu Beska w 1772 r. przez władze austriackie, Mniszech zamienił posiadłości, z wyjątkiem Sanoka i zamku, za dobra dziedziczne Szumina. W jego zamku w Dukli zaborcze wojska 20 września 1772. rozbroiły dragonów i wcieliły ich do swoich oddziałów oraz na terenie przy pałacu zrobiły koszary.
Mniszech w 1776 wszedł w skład Rady Nieustającej. Członek Departamentu Sprawiedliwości Rady Nieustającej w 1777 roku.
Był jednym z pierwszych masonów w I Rzeczypospolitej. Założył lożę w swojej rezydencji w Dukli.
Córką jego była Józefina Amelia (Potocka) Wandalin Mniszech z Wielkich Kończyc h. Kończyce (1752–1798), która wyszła za Stanisława Szczęsnego Potockiego z Potoka herbu Pilawa.